# Chondrocladia lyra
Chondrocladia lyra hay còn biết đến với tên gọi là Bọt biển đàn hạc là một loài bọt biển ăn thịt đã được phát hiện ở vùng biển ngoài khơi bang California (Hoa Kỳ) ở vịnh Monterey vào năm 2012, nó đã lần đầu tiên được tìm thấy bằng thiết bị thăm dò tự hành ở độ sâu.

## Đặc điểm sinh học
Bọt biển đàn hạc sống ở những vùng biển có độ sâu hơn 3,6 km tính từ mặt nước biển. Sinh vật này có bề ngoài giống như cây đèn nến hoặc hạc cầm (đàn hạc). Nó có bề ngoài quái dị với những ngạnh gai bao phủ phần thân giúp bọt biển giữ lại các loài giáp xác bị trôi dạt do ảnh hưởng từ các luồng hải lưu dưới biển sâu, và sau đó nó bao bọc con mồi trước khi hấp thu chúng.
Có thể thấy, loài bọt biển đàn hạc này có bộ phận giống như rễ bám vào lớp trầm tích mềm xốp ở đáy biển, ở đầu các tua là các bộ phận bắt mồi mềm và trơn, chúng có thể bắt những con mồi là các loài giáp xác như tôm, cua và sau đó từ từ tiêu hóa con mồi. Bọt biển đàn hạc phát triển cấu trúc đa nhánh của nó để gia tăng khu vực giăng mồi và bắt mồi hiệu quả hơn.